# 前進座
前進座（ぜんしんざ）は、1931年5月22日に創立され、東京都武蔵野市を本拠とする日本の歌舞伎劇団である。法人名称は一般社団法人劇団前進座で、2017年6月1日に株式会社から移行。同市吉祥寺南町2丁目4-3に事務所を置く。同地には本拠劇場「前進座劇場」（収容人員500、1982年 - 2013年）を有していた。劇団前進座ビルを保有し、前進座附属養成所を開設している。

## 特色
創立参加者らは、歌舞伎の門閥制度から独立するために松竹と袂を分かった。
そのうち、四代目河原崎長十郎・三代目中村翫右衛門・五代目河原崎国太郎・五代目嵐芳三郎・六代目瀬川菊之丞・藤川八蔵（藤川武左衛門）・坂東調右衛門らが七人の侍と呼ばれている。
尾上菊五郎劇団と並び、市井の庶民・江戸っ子をリアルに描く世話物を得意としており、配役の一部を女性が演ずる歌舞伎を出すことも多い。創設直後より「演劇のデパート」とも呼ばれ、時代劇・現代劇・児童劇など幅広い演目を持つ。全国津々浦々を巡回公演し、地元草の根の観劇団体（演劇鑑賞会・市民劇場など）の招聘に応じて第一線の俳優たちが都市部の大劇場と同じ内容を演じる。
給与制をとっており、興行収入によって、座員の生活を保障する事を創立以来の理念としている。
自由民主党石橋湛山、読売新聞務臺光雄などの保守派から、日本共産党やその心情的支持層、文学・芸能関係者ら（松本清張・永六輔・山田洋次、山川静夫など）、演劇ファンなどが劇団の贔屓となっている。1968年には前進座を応援し次代を育てる会として「矢の会」が創立された。海音寺潮五郎・大佛次郎・井上靖・松本清張・水上勉ら五人の作家が発起人で、現在に続いている。
過去には「絶対修業」「翫右衛門のむち」という厳しい座員教育が行われていたことが知られている。
松竹とは1933年から現在まで業務提携関係にあり、毎年1月に南座で共同興行を行っている。
国立劇場は前進座と武智鉄二の公演は拒否してきた。しかし1977年7月に劇界および児童演劇分野の代表的な4賞を重ねた『さんしょう太夫』の芸術祭賞受賞記念公演が小劇場で行われて以降は、毎年5月に大劇場にて公演を行っている。

## 施設と組織

### 現在のもの
- 前進座機関誌『月刊前進座』
- 前進座友の会（愛称『パル』）
- 俳優養成機関「前進座付属養成所」(演劇のあらゆるジャンルに適応するための指導を行う。卒業者は研修生として採用後、優秀者が座員となる[6][7])
- 前進座東京営業所（主に都内公演を担当）
- 前進座名古屋営業所（主に名古屋近郊公演を担当）
- 前進座京都営業所（主に南座公演、京都近郊公演を担当）
- 前進座大阪営業所（主に大阪近郊公演を担当）
- 前進座全国営業所（主に地方公演を担当）
- 前進座映画放送部（主にテレビ・映画出演を担当）
- 前進座宣伝部
- 前進座劇場部
- 前進座文芸演出部
- 前進座総務経理部
- 矢の会
- 武蔵野市立南町保育園　（前進座の私営保育施設を市が受け継いだもの）

### 過去のもの
- 劇場「前進座劇場」（客席500席・本花道・廻り舞台あり）[8]
- 集団住宅「前進座住宅」＋稽古場「前進座演劇映画研究所」（両者は併設されていた）
- 前進座児童演劇団

### 前進座劇場

#### 概要
1982年、集団住宅を一部取り壊し、敷地の一部に前進座劇場を新設した。残りは武蔵野市に売却され、吉祥寺南町コミュニティセンターが建設された。
2012年3月2日、隣接する吉祥寺南病院の施設拡張に協力するため、病院側に前進座劇場の敷地を譲渡すること並びに、2013年1月の公演を以て劇場を閉鎖することを発表した。
2013年1月9日、前進座劇場ファイナル公演『三人吉三巴白浪』をもって閉館。30年にわたる劇場の歴史に幕を下ろした。同年8月に吉祥寺駅東口前のビルを取得して新しい本拠地（前進座ビル）とし、稽古場と事務所を構え、社宅の一部も移転した。劇場については、既存の劇場で公演活動を継続していくという。

#### 貸し劇場としての利用
- 松竹歌劇団公演（1983年。同年7月には歌舞伎座特別公演も行っている）
- 志村けんのだいじょうぶだぁ舞台公演（1990年）
- 会津士魂外伝・山本覚馬（1991年）
- 『やっぱりコント55号』公演（1992年6月）
- 母 （1993年。ロングラン公演）
- 劇団そら『スペースモンキー』旗揚げ公演 （1993年9月）
- 山ホトトギスほしいまま（1993年11月、1995年7月。立沢雅人演出）
- 南青山少女歌劇団公演『放課後のトワイライトシュート』（1994年12月21日 - 23日）
- 劇団櫂創立二十五周年記念 第一回花柳辰日女舞踊会『櫂〜二十五年の波の音〜』（2001年5月）
- SIMPLE SOUL（2002年。ジョビジョバの活動停止前最後の舞台）
- 三松座『春告鴬（うぐいす）』（2003年）
- ミュージカル『アルプスの少女ハイジ』（2003年）
- SYU-RA〜仕留めて候（2003年）
- 劇団ヘロヘロQカムパニー『SYU-RA』（2003年）
- Yo-Jin-Bo 蒼月城の魔剣（2005年2月4日、5日）
- 前進座創立75周年記念公演『佐倉義民伝』
- ミュージカル『足長おじさん』（2006年7月15日）
- 冠船流川田禮子芸歴70周年記念公演『川田禮子の世界』（2007年）
- 龍の子太郎（2007年。劇団前進座製作、山本響子脚色）
- 四国八十八箇所 夢へんろ 〜どんな時も希望をすてず〜 （2007年6月。みかん一座他主催、松山市民会館中ホールでも公演）
- アイドルマスター Radio For You! （2008年）
- 解脱衣楓累（2008年。大阪、名古屋、浅草でも公演）
- 鈴村健一の超人タイツ ジャイアント 微妙にスケジュールがあいませんでした〜SAKURAI〜/〜IWATA〜（2008年5月24日、25日）
- 歓喜〜よろこび〜の歌（2008年11月22日 - 30日、2010年）
- 劇団ヘロヘロQカムパニー『八つ墓村』（2008年12月10日 - 14日）
- 月山が見ている（2009年。仙台、山形などでも公演）
- だいず・岸尾だいすけ ソロイベント（2009年3月22日）
- 桜SAKURAサクラ（2009年3月25日 - 31日）
- 車椅子の結婚式（2010年4月）
- 100LIFE ワンハンドレッドライフ（2010年4月23日 - 25日。オフィスインベーダープロデュース）
- GRIPPE PRODUCE Vol.2 デビルマン-不動を待ちながら-（2010年7月16日 - 19日。全7公演）
- 劇団ヘロヘロQカムパニー悪魔が来りて笛を吹く （2010年8月8日 - 14日）
- 劇団VitaminX 〜Legend of VITAMIN〜（2010年9月26日～10月4日。なるせゆうせい演出）
- 兼崎健太郎 27th Birthday Event 2011東京公演（伊勢直弘構成・演出・司会）
- gratitude〜Endless　Love〜（2011年）
- チョコレートガールズ2 ～チョコレートガールズVSアズキガールズ～（2011年2月9日 - 14日）
- Program vol.1 『堕天・神殿・遅咲きの蒼』（2011年4月27日 - 5月5日）
- 劇団「秦組」 vol.4 らん-2011New version!!-（2011年5月22日 - 29日。有限会社OFFICEBLUE企画製作）
- 十六夜清心～花街模様薊色縫～（2011年7月。松井誠座長、新歌舞伎座などでも公演）
- 劇団ヘロヘロQカムパニー『修羅』『修羅　煉』（小金丸大和）

## 年譜

### 結成前夜
1930年
- 12月　二代目市川猿之助が松竹脱退。春秋座結成

1931年
- 1月　春秋座旗揚げ公演
- 5月　春秋座解散、3派に分かれる

### 旗揚げ
1931年
- 5月　劇団前進座設立。二代目市川荒次郎が幹事長に
- 6月　旗揚げ公演（東京二長町・市村座）

### 長十郎体制
1931年
- 暮　荒次郎が退団。幹事長に四代目河原崎長十郎を選出

1932年
- 市村座の提案で「忠臣蔵」を上演。興行成績は大成功。劇団発足後初めて経済的に潤う。以後歌舞伎に力を入れる
- 5月　市村座が火事で焼失。再建せず
- JOAK東京放送局（NHKの前身）にユニット出演。以降この形式が貴重な収入源となる

1933年
- 9月　浅草公演劇場公演がキャンセルされたことを奇貨として、映画「段七しぐれ」（原作：長谷川伸、トーキー）を製作、映画初進出
- 11月　市川宗家（市川團十郎家）の了承なしで歌舞伎十八番のうち「勧進帳」を上演。 (新橋演舞場にて。弁慶：四代目長十郎、富樫：三代目中村翫右衛門、義経：五代目河原崎國太郎)

1934年
- 2月　五代目國太郎が「お染の七役」を復活（新橋演舞場）
- 沢村いき雄らが退団

1935年　
- 日活映画と業務提携
- 10月　「悲恋の白拍子」（大阪浪花座）中のラブシーンが警察官に咎められ、検挙されかかる

1936年　
- 江戸を舞台にした赤毛もの歴史劇「シーボルト夜話」を上演。成功を収める
- 歌舞伎十八番より「助六」を上演(助六：四代目長十郎、意休：三代目翫右衛門、揚巻：五代目國太郎。長十郎は本水に浸かった)。以後、歌舞伎十八番ものの上演に関して市川宗家はすべて許可

1937年　
- 初めて真山青果作品を上演
- PCL映画に劇団としてユニット出演。以降この形式が貴重な収入源となる

### 集団住宅と絶対修業
1937年　
- 集団住宅を東京武蔵野町（現・武蔵野市）吉祥寺に建設。創造（稽古）と生活（住居と田畑・養鶏による自給自足）を統合した理想の場を得る

1940年　
- 『セリフの聞えぬ者、わからぬ者、扮装の不備な者、着こなしのつかぬ者、交流しない者を舞台から無くせ』という「絶対修業」がスローガンとして現れる

1941年
- 4月　劇団の総会で「長十郎体制」「翫右衛門の鞭」が定まる
  - 「（四代目）鶴蔵の向こう鉢巻」も
- 翌年にかけて映画と演劇で「元禄忠臣蔵」が大ヒット。時代物が軍国主義に歓迎された。座の歴史で唯一経営が潤い、贅沢な時期。この非常時においてもっとも良心的な劇団であると激賞される

1942年　
- 失火で建物の一部を焼失

1945年　
- 疎開しながら移動演劇を上演
- 終戦。劇団は吉祥寺に戻り、9月にラジオ、11月に帝国劇場で公演
- 四代目中村鶴蔵死去

1946年　
- 営業・裏方・設営・移動等を俳優自身が行う巡演“青年劇場運動”を開始。当初は学校を廻っていたが、徐々に全国の労働組合で演じることが増える

### 日本共産党との関わり、長十郎の脱退・除名
1949年
- 3月7日　座員71名が日本共産党に集団入党（のち4人追加）

1952年
- 5月24日　赤平事件

1955年
- 11月　三代目翫右衛門、北京より帰国

1960年
- 2月 - 4月　訪中公演

1966年
- 3月　宮本顕治・毛沢東会談決裂。以降日中共産党が厳しい対立へ
- 8月 - 10月　訪中公演。この時、中国共産党紅衛兵により台本を改変。同行の幹部団員から故障が出るも、幹事長権限で強引に押し切る
- 11月　帰国凱旋公演（東京有楽町・よみうりホール）。改変された台本のままで上演
- 12月　歌舞伎十八番のうち「鳴神」をオーケストラ伴奏で行うという試みを実現（作曲：團伊玖磨）

1967年
- 8月　四代目長十郎は日本共産党への離党届を郵送、自ら記者会見。「日本の共産党は修正主義で、自分の考えている共産主義ではなくなった」との理由[12]
- 同月　幹部会を開くも決裂
- 9月　座員総会で四代目長十郎を幹事長から解任。幹事に降格。新幹事長に五代目國太郎

1968年　
- 「株式会社前進座」設立
- 7月　四代目長十郎を除名

### 積極的な外部出演
1969年　
- 三船プロ制作「風林火山」に三代目翫右衛門と四代目中村梅之助が出演し、大ヒット
- 付属養成所開設

1970年　
- 映画放送部新設。以降、座員がテレビや映画や舞台の外部出演で大忙しになる
- 四代目梅之助が「遠山の金さん捕物帳」に主演。1973年まで続く人気ドラマとなる

1973年　
- 四代目梅之助が日本テレビ「伝七捕物帳」に主演。1977年まで続く人気ドラマとなる

1977年　
- 四代目梅之助がNHK大河ドラマ「花神」で主演
- 毎日放送「獄門島」（主演：古谷一行）で、五代目國太郎、三代目翫右衛門と河原崎長一郎（長十郎の長男）が共演。

1980年
- 12月　初めて東京・歌舞伎座に進出

1981年
- 8月　初めて東京・国立劇場大劇場に進出
- 12月　初めて東京・日生劇場に進出

1982年　
- 坂東調右衛門死去
- 三代目翫右衛門死去
- 全国からの「一億円募金」が実り、建設された前進座劇場が落成

1985年　
- 幹事長が四代目梅之助に交代

1989年
- 「鸚鵡籠中記」を原案にした「元禄御畳奉行の日記」を宣伝部から刊行

1990年　
- 五代目國太郎死去

1992年　
- 新田次郎原作「怒る富士」を公演、伊奈半左衛門役の嵐圭史が文化庁芸術祭賞受賞
- 「劇団前進座株式会社」発足。組織を新会社に一本化。代表は四代目梅之助、幹事長は嵐圭史

1997年　
- 第4回坪内逍遙大賞受賞

2003年　
- 井上靖原作「天平の甍」を中華人民共和国（北京・上海・揚州）で公演

2010年　
- 「歌舞伎十八番の内 鳴神」「狂言舞踊 茶壷」「法然と親鸞」をアメリカ合衆国（ロサンゼルス・サンフランシスコ・ホノルル）で公演

2011年　
- 3月10日には東京[13]で、10月1日には京都で創立80周年記念祝賀会が行われた[14]。前進座は、明治に入ってから上演されていなかった「秋葉権現廻船噺」（あきばごんげんかいせんばなし）を1934年（昭和9）に復活上演しており、80周年記念公演では台本と上演パンフレットのみを手掛かりとして再び上演を行った[15]
- 幹事長が藤川矢之輔に交代

2016年　
- 四代目梅之助死去

2017年
- 6月1日　劇団運営を新規法人「一般社団法人劇団前進座」に分離。劇団前進座株式会社は前進座ビル等の不動産を管理する業務を行う

## エピソード

### 翫右衛門の中国逃亡

#### 赤平事件
北海道巡演中(モリエール『守銭奴』、近松『俊寛』、舞踊劇『どんつく』)、北海道赤平町での公演当日(1952年5月24日)に会場使用を拒否され、警察ぐるみの組織による妨害を受けた。集まっていた観客が会場に入り上演が行われた翌日に、会場で上演中止の挨拶を行ったことを家宅侵入罪として座員5名、地元の青年4名が逮捕され、3代目翫右衛門にも逮捕状が出された。3代目翫右衛門は警察から逃れ、一週間以上にわたって地下に潜る逃亡生活を送り、群衆に紛れて会場に入り、舞台上で俊寛の拵えをして上演。「神出鬼没の翫右衛門」と異名をとったという。実際には、このとき演技についての論文も執筆していた。
しかし公演会場で警察官と支持者たちが衝突し、負傷者がでた。その後、3代目翫右衛門は亀田東伍とともに小さな漁船で密出国し、北京に滞在していたという。

#### 太平洋地域平和会議
中国共産党の大衆組織が、1952年10月に北京で国際会議「アジア太平洋地域平和会議」を開こうと全世界に呼びかけた。
親中派として知られる大山郁夫（戦前の労農党委員長）、日本社会党の松本治一郎、アナキスト神近市子、マクロビオティックの創始者桜沢如一というメンバーが日本代表として訪中することが決まった。
- この際、日本外務省はパスポート発給を拒み、松本は発給を要求する訴訟を起こした。外務省内で発給を要求する訪中団に対し、民間防衛組織が刃物で切りつける(9月19日)など、騒然たる状況であった。

日本政府の拒否の態度が覆らないと見るや、9月下旬、突如数人の日本人が北京で発見され、それらの人が松本らに代わる日本代表団として会議に臨むことになった。3代目翫右衛門が松本の代理として副団長として会議に参加し、大会議長にも名を連ねた。

#### 猿之助訪中
1955年、国慶節に中国で歌舞伎公演を行うべく2代目市川猿之助一座が大阪歌舞伎座社長松尾國三を帯同して訪中。11月7日、2代目猿之助は3代目翫右衛門を連れ立って帰国した。前進座の贔屓であった久原房之助、北村徳太郎、馬島僴などの尽力によって赤平事件の当時の逮捕状は取り消されており、鈴木茂三郎と井谷正吉が身元引受人となった。3代目翫右衛門は建造物侵入と出入国管理令違反で裁判にかけられたが、「懲役6ヶ月、執行猶予2年」の執行猶予付き判決を得た。

### クラウドファンディング
2019新型コロナウイルス感染症の流行により、公演の中止・延期や劇場の定員制限を余儀なくされたほか、贔屓に高齢者が多かったことから出控えの影響を受けたり、団体キャンセルが相次ぐなどのことで劇団は大打撃を受けた。寄付・助成金・銀行からの融資を充てても間に合わず、半数以上の劇団員を職員待遇から業務契約待遇に切り替える決断もあったという。
2021年9月1日より、READYFORにて「『進め若く 新たに』創立100周年を目指す前進座へご支援を」と題したクラウドファンディングを行い、同年10月31日までに16,360,000円の支援を集めた。支援金は前進座の運営・活動費として用いられるとしている。

## 主な座員

### 第一世代
- 創立メンバー　二代目市川荒次郎（高島屋）
- 創立メンバー　五代目河原崎国太郎（山崎屋）
- 創立メンバー　四代目河原崎長十郎（山崎屋）
- 創立メンバー　四代目中村鶴蔵（舞鶴屋）
- 創立メンバー　三代目中村翫右衛門（成駒屋）
- 創立メンバー　沢村いき雄（沢村い紀雄）　除名[21]
- 初代坂東調右衛門（大和屋）
- 藤川武左衛門（大坂屋・前名ー藤川八蔵）
- 加東大介（市川莚司）　退座
- 六代目瀬川菊之丞（浜村屋）
- 五代目嵐芳三郎（豊島屋）
- 市川扇升　-  小山内薫三男

### 第二世代
- 四代目中村梅之助（成駒屋）
- 六代目嵐芳三郎（豊島屋）
- 初代嵐圭史（豊島屋）　退座
- いまむらいづみ　（現在は座友、前進座付属養成所所長[22]）
- 五代目中村鶴蔵（舞鶴屋）
- 初代市川祥之助（沢瀉屋）
- 初代中村靖之介（成駒屋）
- 津田伸
- 村田吉次郎
- 初代桐山里昇（摂津屋）
- 初代山崎竜之介（山崎屋）
- 初代小佐川源次郎（鯛屋）

### 第三世代
- 初代藤川矢之輔（大坂屋“おおざかや”）
- 七代目瀬川菊之丞（浜村屋）退座
- 二代目中村梅雀（成駒屋）退座
- 六代目河原崎國太郎（山崎屋）
- 七代目嵐芳三郎（豊島屋）
- 初代山崎辰三郎（山崎屋）（現在は座友）
- 初代姉川新之輔（鯉屋）（現在は座友）
- 今村文美
- 妻倉和子　（現在は座友）
- 初代中嶋宏太郎（福泉屋“ふくみずや”）
- 初代山崎杏佳（山崎屋）退座
- 高橋佑一郎  退座
- 初代早瀬栄之丞（白鷺屋）
- 渡会元之

### 第四世代
- 初代忠村臣弥（入船屋）
- 初代玉浦有之祐（旭屋）
- 有田佳代
- 平澤愛
- 今井鞠子
- 松浦海之介
- 嵐市太郎

### 文芸演出部
- 村山知義
- 久保栄
- 小野宮吉
- 宮川雅青
- 平田兼三
- 富田鉄之助
- 津上忠
- 小池章太郎
- 田島栄（田島榮）
- 十島英明
- 香川良成

## 主な出身者

### 俳優・声優
- 浅利香津代 - 前進座にも在籍
- 江藤漢斉 - 一時前進座に入団
- 白木美貴子 - 1981年前進座に入座し、ミュージカルを中心に活躍。1984年にフリー、現在はフレンドシッププロモーション所属
- 高橋佑一郎 - 2015年5月退座。同年6月より「むさしの芝居塾」講師。現在、株式会社エム・ケイ・ツー所属[23]
- 槇ひろ子 - 前進座出身
- 麦人 - 声優
- 森うたう - 東京芸術座付属演劇研究所、劇団前進座付属養成所出身
- 和田幾子
- 河原崎しづ江（山岸しづ江、山岸しず江）前進座創設メンバー、河原崎長十郎との結婚後に引退[24]
- 川路夏子 - 前進座に所属していた
- 河野秋武 - 前進座の座員をへて東宝演劇研究会に参加
- 瀬川新蔵 - 前進座メンバー
- 高橋和枝 - 東京家政学院を卒業後、劇団前進座に短期間在籍。その後、1949年に東京放送劇団へ
- 立原博 - 終戦帰国後、前進座に入団。多くの舞台経験の後に大阪に活動拠点を移す
- 伊達里子 - 1934年に日活を退社し、前進座で舞台生活をした後、1935年にフリー
- 津田延代 - かつては前進座に所属していた
- 堤康久 - 立教大学中退後、前進座に参加。戦後に前進座を退団して東宝の専属俳優となる
- 原ひさ子 - 当初前進座に所属し、1938年に同じく所属の俳優・石島房太郎と結婚する
- 牧冬吉 - 1951年（昭和26年）、舞台芸術学院を中退し、前進座に引き抜かれ入座
- 松山英太郎 - 1947年、5歳で前進座の『弁天小僧』で初舞台を踏む
- 真山美保 - 劇作家真山青果の長女。女優として前進座に入座、1950年劇団ヴェリテ・せるくる(劇団新制作座)を結成
- 依田英助 - かつては前進座、劇団七曜会に所属していた

### 歌舞伎役者

#### 俳優
- 嵐圭史 - 立役。2016年に株式会社圭史企画を設立[25]、2017年に退座[26]
- 七代目瀬川菊之丞 - 2009年退座。2016年5月国立劇場「四谷怪談」に客演[27]
- 二代目中村梅雀 - 四代目中村梅之助の長男。2006年に前進座で付き人をしていた女優瀬川寿子と再婚。2007年に退座
- 加東大介（市川莚司) - 映画俳優に転向。戦時中の体験が小説「南の島に雪が降る」となりベストセラー、ドラマ・映画化で主演し代表作となる[28]
- 松本染升 - 1956年（昭和31年）に前進座を退団して映画俳優となる

#### 松竹
- 市川欣弥 - 立役。関西の劇団を経て前進座に入座、1987年4月から三代目市川猿之助（のち猿翁）門下。1998年7月に名題昇進[29]。
- 市川澤路 - 女方。アクト青山ドラマティック・スクールを経て1992年前進座に入座し、同年5月『四千両小判梅葉』で初舞台。1998年5月『三人吉三巴白浪』おとせ役で「初代山崎杏佳」を名乗る[30]。2008年2月に退座、同年10月より二代目市川亀治郎（現・猿之助）門下[31]。
- 澤村國久 - 女方。1990年3月劇団前進座附属養成所卒、同年11月に二代目澤村藤十郎に入門。2010年2月に名題昇進[32]。
- 片岡松太朗 - 立役。2008年3月に退座。同年6月より十五代目片岡仁左衛門門下[33]。
- 二代目中村歌門 - 談洲楼燕枝 (2代目)の長男。5代目中村歌右衛門に入門、1925年に中村福燕として初舞台。1933年に前進座に入座し、市川菊之助に改名（俳名は花妻。屋号は駒村屋）。1965年に退座、翌年より6代目歌右衛門門下[34]。竜馬がゆく（1968年NHK大河ドラマ）では西郷隆盛を演じた。
- 二代目中村吉五郎 - 立役。1981年4月退座、同年6月に二代目中村吉右衛門に入門。1998年9月名題昇進。伝統歌舞伎保存会会員。2021年4月30日に引退[35]。
- 二代目中村扇乃丞 - 女方。1984年3月、中村扇雀（四代目坂田藤十郎）に入門。1995年1月名題昇進。伝統歌舞伎保存会会員[36]。

### 脚本・演出家
- 鈴木龍男 - 演出、脚本家
- 高瀬一樹 - 演出家。坂東調右衛門の孫で、5歳より文学座で舞台を経験。大学卒業後、NYで活動。現在、英語・演劇スタジオ主宰[37]
- 高瀬精一郎 - 演出家。坂東調右衛門の息子で、長男は高瀬一樹、次男は二代目中村扇乃丞[38]
- 藤原琢也 - 放送作家。5代目河原崎国太郎の元で歌舞伎のいろはを習う
- 土方与志 - 演出家。前進座や舞台芸術学院で演劇活動を再開している

### その他
- 河原成美 - 力の源ホールディングス創業者、元日本ラーメン協会副理事長
- 小松重男 - 歴史小説作家。松竹大船撮影所から前進座文芸演出部、新協劇団演出部を渡り歩く
- 橘ミノル・双葉みどり - 漫才師。橘ミノルは、6代目尾上菊五郎門下より前進座に入り中村浪之助を名乗り再出発後に退座
- 藤間多寿史 - 日本舞踊家。五代目河原崎国太郎の次女で、六代目嵐芳三郎の妻。子供時代に女優(松山梨絵)として前進座の舞台に立った[39]

### 関係団体
- 日本移動演劇連盟
- 新協劇団
- 映画演劇労働組合連合会（舞芸前進座支部）
- 希望舞台 - 劇場は持っていないが、出演俳優の縁で首都圏では前進座劇場での連続公演が組まれることが多い
- 舞台芸術学院
- 新演劇研究所 -　前進座の稽古場で、研究生の入団試験をおこなった
- 浄瑠璃 - 前進座は上演団体
- しんぶん赤旗 - 前進座も広告を掲載
- 日本の劇団一覧

### テレビドラマ
- 大忠臣蔵 -（1971年1月5日～12月28日)、NETテレビ（現在のテレビ朝日）系列
- テレビ朝日日曜夜8時枠時代劇・伝七捕物帳 -  (1979年2月11日～9月23日) 前進座、国際放映 バリアンツ
- テレビ朝日木曜時代劇 - (1977年10月～1978年5月)  達磨大助事件帳、若さま侍捕物帳（共に前進座、国際放映 制作）
- そば屋梅吉捕物帳 - 制作協力
- 遠山の金さん捕物帳 - 制作協力

### 映画
座として製作に関与した映画、座としてユニット出演した映画のうち、主なもの。
- 『段七しぐれ』 : 監督小石栄一、大日本自由映画プロダクション / 新興キネマ、1933年 - 映画初進出
- 『清水次郎長』 : 監督池田富保、太秦発声映画、1935年
- 『街の入墨者』 : 監督山中貞雄、1935年 - 日活との業務提携第一弾
- 『河内山宗俊』 : 監督山中貞雄、1936年
- 『人情紙風船』 : 監督山中貞雄、1937年 - 山中の遺作
- 『阿部一族』：監督熊谷久虎、1938年 - 東宝・前進座
- 『元禄忠臣蔵』 : 作 真山青果、監督溝口健二、1941年 - 興亜映画最後の作、忠臣蔵ものの最高峰[要出典]
- 『どっこい生きてる』 : 監督今井正、新星映画、1951年
- 『箱根風雲録』 : 監督山本薩夫、原作タカクラ・テルの歴史小説「ハコネ用水」、共演山田五十鈴、新星映画、1951年 - タカクラ・テル(高倉輝)は、日本共産党の衆議院議員、参議院議員も務めた。新星映画はプロキノ（日本プロレタリア映画連盟）設立者・岩崎昶の会社である。
- 『落陽』 -　制作協力

### 舞台作品
- 天平の甍 - 前進座が舞台化
- さぶ - 舞台化され、前進座や松竹の舞台で上演されている
- 銃口 - 2003年から前進座にて上演
- 五重塔 - 前進座が舞台化

### 歌舞伎関連
- 歌舞伎の年表
- 歌舞伎役者の屋号一覧

#### 歌舞伎演目
- 絵本合法衢 - 大学之助の件は八代目松本幸四郎と、前進座の上演で実現
- 助六 - 戦前、「濡れ場」の場面を復活させようとする
- 象引 - 1958年に前進座で公演（平田兼三郎脚本）
- 与話情浮名横櫛 - お富は前進座で五代目河原崎國太郎が当たる

#### 前進座歌舞伎役者の名跡
- 中村翫右衛門 - 三代目が前進座創立に参画
- 中村鶴蔵 - 前進座の創立に参加した四代目は三代目の弟
- 中村梅之助 - 四代目から前進座歌舞伎。劇団前進座代表
- 河原崎長十郎 - 四代目が劇団前進座結成に参画
- 河原崎國太郎 - 五代目、六代目らが前進座結成に参画、以降は前進座の俳優。五代目は1932年4月襲名
- 嵐芳三郎 - 女形の名跡。五代目が梨園を離れ1944年に前進座に参加
- 瀬川菊之丞 - 江戸歌舞伎の女形を象徴する大名跡。屋号は濱村屋。六代目から前進座に参加、翌昭和8年に六代目を襲名。七代目は付属養成所9期生(退座)

### 関連人物

#### 前進座俳優の家族・親族
- 河原崎長一郎・河原崎次郎・河原崎建三 - 俳優
- 談洲楼燕枝 (2代目) - 息子は二代目中村歌門、3代目中村翫右衛門の義父
- 堤重久 - 文芸評論家。前進座の俳優堤康久の兄
- 野々村潔 - 俳優。河原崎しづ江は義理の妹
- 松山政路 - 俳優。一家は前進座俳優。（東京都武蔵野市吉祥寺出身）
- 寺田路恵 - 俳優・声優。五代目嵐芳三郎の長女。1948年前進座『レ・ミゼラブル』で初舞台

#### 俳優
- 三林京子 - 俳優・声優・ナレーター。東宝演劇部から1978年にフリー。その後、新歌舞伎座、明治座、前進座などの舞台でキャリアを積む

#### 舞台作品関連
- 青柳信雄 - 明治大学を卒業後、しばらくは前進座などの舞台演出を手がけていた
- 安藤鶴夫 - 第50回直木賞作品『巷談本牧亭』は前進座によって劇化され、日中国交回復前の中国・北京でも上演
- 飯沢匡 - イラストレーターで、1971年、「天保の戯れ絵〈歌川国芳〉」のポスターを描くなど
- 五木寛之 - 舞台『旅の終わりに』原作・脚本
- 大垣肇 - 前進座への劇作提供が多い
- 木下順二 - 作品が劇団民藝や前進座でよく上演された
- 早乙女勝元 - 1959年の新協劇団『素晴らしい贈物』（演出：村山知義）は『ハモニカ工場』が原作で後に前進座でも舞台に
- ジェームス三木　-　『煙が目にしみる』（1991年）、『お登勢』（2007年9月8日～10月5日）舞台の脚本・演出
- 塚本康彦 - 国文学者・歌舞伎論もやり、1995年には前進座劇場で『双蝶々曲輪日記』を一日だけ上演、主役を演じる
- 徳治昭 - イラストレーター。龍の子太郎ポスターなどを手がける
- 日高哲英 - 作曲家で、前進座の舞台の音楽も多く手がけている
- 山本周五郎　-　多くの小説が前進座によって舞台化されている

#### 映画関連
- 稲垣浩 - 『股旅千一夜』に前進座の面々が出演
- 岩崎昶 - 映画評論家・製作者
- 滝沢英輔 - 監督作のうち『戦国群盗伝』は梶原金八らと製作提携、『逢魔の辻 江戸の巻』（原作大佛次郎、岸松雄・八住利雄共同脚本）は東宝映画東京撮影所と
- 久保一雄 - 映画美術監督。1937年『新選組』を前進座と

その他
- 辻村寿三郎 - 人形作家。前進座の河原崎国太郎 (5代目)を頼り役者を志すが、その後5代目国太郎が小道具の会社に紹介
- 宮本百合子 - 小説家・評論家。河原崎長十郎らと親交をもつ

## 脚註
1. 1 2 3 4 5 6  劇団前進座（法人概要）
2. ↑  全国法人リスト
3. ↑  劇団前進座トピックス2017/6/1分「一般社団法人移行のご報告」
4. ↑  名題役者3名、名題下16名、女優2名、新劇から文芸演出陣5名、名題の弟子、男衆(役者に雇用され楽屋で雑用をする者)ら32名
5. 1 2  “前進座の歩み”. www.zenshinza.com. 2021年10月3日閲覧。
6. ↑  “前進座付属養成所”. 2021年10月24日閲覧。
7. ↑  “前進座　附属養成所　よくある質問”. www.zenshinza.com. 2021年10月24日閲覧。
8. ↑  “舞台制作PLUS+｜制作ニュース｜【救急病院へ譲渡】前進座劇場が来年1月に閉館”. 舞台制作PLUS|制作ニュース(2012年3月3日). 2021年12月10日閲覧。
9. ↑  前進座劇場が閉館 救急病院へ譲渡 日刊スポーツ 2012年3月2日閲覧
10. ↑  “新稽古場・事務所取得（吉祥寺駅前東口）のご報告（2013年8月28日）”. www.zenshinza.com.   劇団前進座. 2021年12月10日閲覧。
11. ↑  msn産経ニュース「前進座劇場30年　千秋楽　新本拠地選定、新たな出発」（2013年1月12日9:29配信）（2013年2月14日閲覧）
12. ↑  『中国』第 74～85 号、中国の会, 1970、p18
13. ↑  “劇団前進座創立８０周年 盛大に/祝賀会 志位委員長・不破社研所長ら出席”. www.jcp.or.jp (2011年3月10日). 2022年8月14日閲覧。
14. ↑  kyomin (2011年10月1日). “前進座８０周年祝う 京都で集い５００人 | 京都民報Web”. 2022年8月14日閲覧。
15. ↑  “前進座創立八十周年記念　五月国立劇場公演　| 独立行政法人 日本芸術文化振興会”. www.ntj.jac.go.jp. 2022年8月14日閲覧。
16. ↑  “「前進座」創立９０周年公演開幕 「俊寛」主演の藤川矢之輔幹事長、コロナ禍で苦境も「今こそ前進を」”. スポーツ報知 (2021年5月13日). 2021年10月15日閲覧。
17. ↑  “■証言：日本の社会運動　全日化の結成と産別会議の運動――亀田東伍氏＊に聞く（上）　吉田健二   59頁”.   法政大学大原社会問題研究所. 2021年10月22日閲覧。
18. ↑  “部落問題入門●人物　松本治一郎（元部落解放同盟中央本部委員長･参議院副議長）のある足跡”. blhrri.org（2007年9月20日）. 2021年10月14日閲覧。
19. ↑  “「緊急募金」および「90周年支援募金」ご協力ご芳名”. www.zenshinza.com. 2022年3月4日閲覧。
20. ↑  “「進め若く 新たに」創立100周年を目指す前進座へご支援を - クラウドファンディング READYFOR”. readyfor.jp. 2022年3月4日閲覧。
21. ↑  左本政治『かべす』六芸書房、1966年、195頁。
22. ↑  “前進座　附属養成所　”. www.zenshinza.com. 2021年10月24日閲覧。
23. ↑  “高橋 佑一郎｜株式会社エム・ケイ・ツー”. 2025年4月29日閲覧。
24. ↑  “河原崎しづ江さん死去／元女優、河原崎長十郎氏の妻”. 四国新聞社(2002年1月7日). 2021年8月25日閲覧。
25. ↑  “株式会社圭史企画の企業情報(東京都練馬区)｜全国法人情報データベース”. xn--zcklx7evic7044c1qeqrozh7c.com. 2021年9月28日閲覧。
26. ↑  “Ｔｏｐｉｃｓ：嵐圭史、劇団前進座離れ再出発 歌舞伎の基盤を生かす”. 毎日新聞(2020年4月16日). 2021年7月2日閲覧。
27. ↑  “前進座五月国立劇場公演”. www.zenshinza.com. 2021年8月30日閲覧。
28. ↑  「文藝春秋」写真資料部. “加東大介の夢は、縁日のお店やさんになること | 「文藝春秋」写真資料部 | 文春写真館”. 本の話(2014年9月29日). 2021年10月3日閲覧。
29. ↑  “市川欣弥 1 | 歌舞伎俳優名鑑 現在の俳優篇”. 2021年8月25日閲覧。
30. ↑  利倉隆(出版総括)『最新歌舞伎俳優名鑑：演劇界 2006年2月号特別増刊(二刷)』第64巻第4号、演劇出版社、2006年11月1日、225-226頁、ASIN B006CEEDA6。
31. ↑  “市川澤路 | 歌舞伎俳優名鑑 現在の俳優篇”. 2021年8月26日閲覧。
32. ↑  “澤村國久 1 | 歌舞伎俳優名鑑 現在の俳優篇”. 2021年8月26日閲覧。
33. ↑  “片岡松太朗 | 歌舞伎俳優名鑑 現在の俳優篇”. 2021年8月25日閲覧。
34. ↑  “中村歌門 2 | 歌舞伎俳優名鑑 想い出の名優篇”. 2021年12月9日閲覧。
35. ↑  “中村吉五郎 2 | 歌舞伎俳優名鑑 想い出の名優篇”. 2021年9月18日閲覧。
36. ↑  “中村扇乃丞 2 | 歌舞伎俳優名鑑 現在の俳優篇”. 2021年8月26日閲覧。
37. ↑  “E-JAM STUDIO”. E-JAM STUDIO. 2021年9月9日閲覧。
38. ↑  “LOG 中村扇乃丞さん”. log-osaka.jp. 2021年9月9日閲覧。
39. ↑  “舞踊家の藤間多寿史さん死去 ７５歳、五代目河原崎国太郎の次女 - スポニチ Sponichi Annex 芸能”. スポニチ Sponichi Annex(2015年9月16日). 2021年9月27日閲覧。